# 色氨酸2-C-甲基轉移酶
在酶学中，色氨酸2-C-甲基转移酶（EC 2.1.1.106），是一种催化化学反应的酶。
S-腺苷-L-蛋氨酸 + L-色氨酸 {\displaystyle \rightleftharpoons } S-腺苷-L-高半胱氨酸 + L-2-甲基色氨酸
该酶的底物包括S-腺苷甲硫氨酸和L-色氨酸，产物包括S-腺苷高半胱氨酸和L-2-甲基色氨酸。
此酶属于轉移酶家族，屬於转移单碳基甲基转移酶。该酶类的系统名称是S-腺苷-L-蛋氨酸：L-色氨酸 2-C-甲基转移酶。其他名称包括：色氨酸 2-甲基转移酶和S-腺苷甲硫氨酸：色氨酸 2-甲基转移酶。